# Ficus archeri
Ficus archeri är en mullbärsväxtart som beskrevs av Paul Carpenter Standley. Ficus archeri ingår i släktet fikonsläktet, och familjen mullbärsväxter. Inga underarter finns listade i Catalogue of Life.